# 加茂車站 (京都府)
加茂車站（日语：／ Kamo eki */?）是位於京都府木津川市加茂町，屬於西日本旅客鐵道（JR西日本）的車站，車站編號是JR-Q39（大和路線）。本站為大和路線的終點站。此站有開往京都、龜山兩個方向的列車。

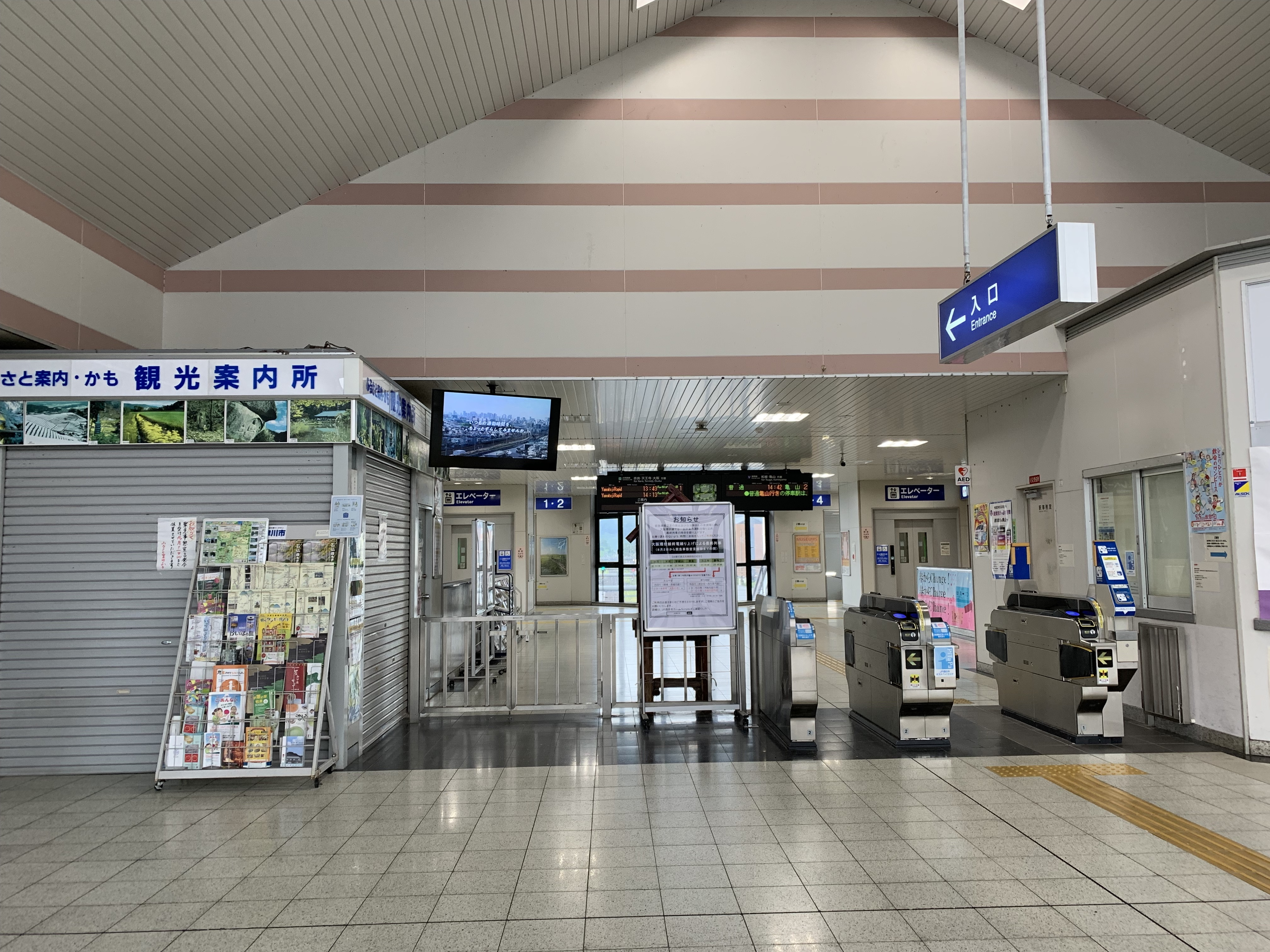
驗票口(2021年9月)

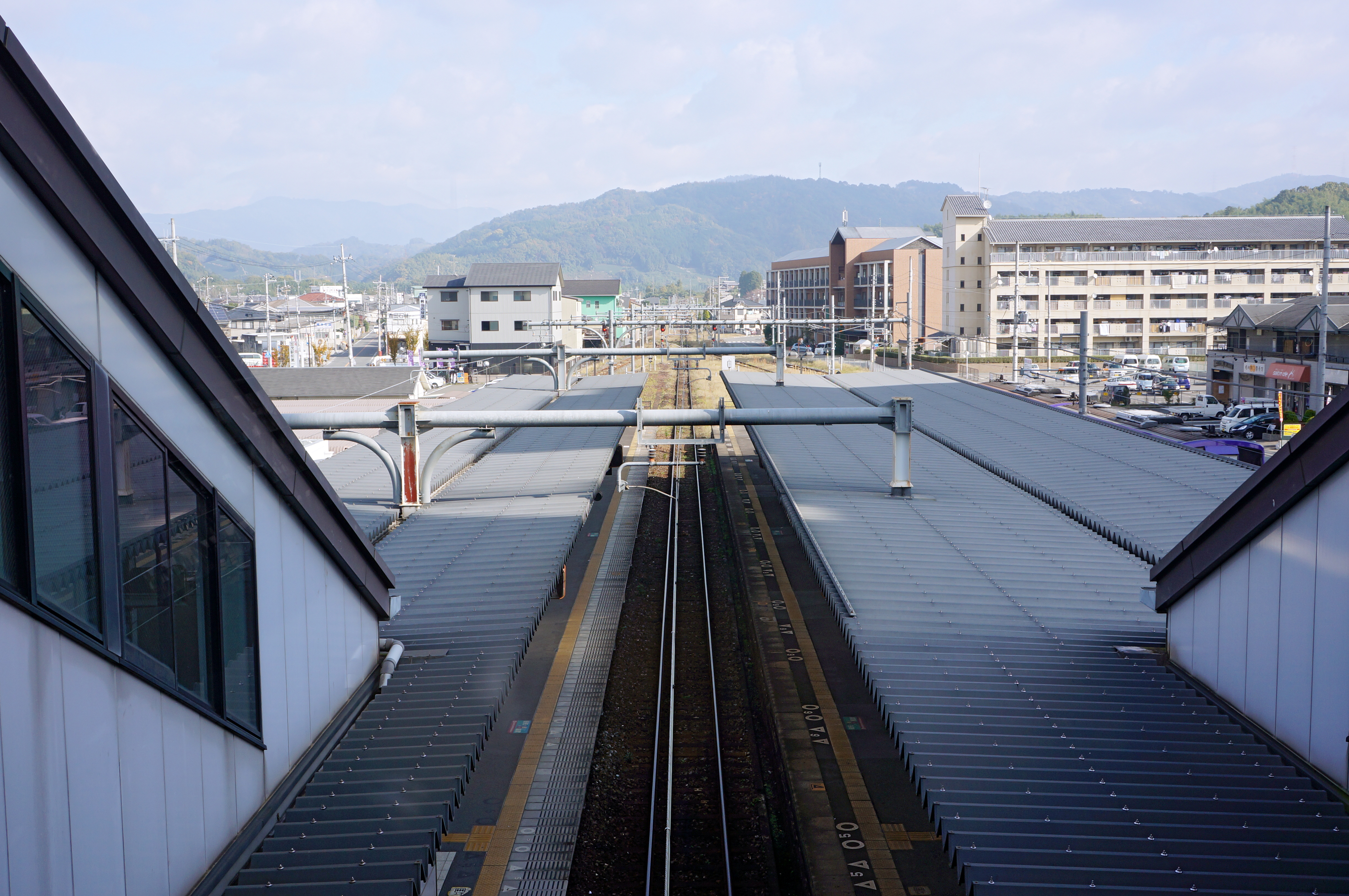
月台(2012年11月)

## 車站概要
本站建於1897年11月11日，隸屬日本國鐵，是關西本線的主要中途站和大和路線的終點站。因為國鐵民營化的關係，在1987年4月1日改歸西日本旅客鐵道管理。此站是使用島式月台2面3線的地面車站（跨站式站房），各月台以跨線天橋連結，當中1、2月台為主要列車開出的月台。

### 月台配置
| 月台    | 路線     | 目的地                   |
| ------- | -------- | ------------------------ |
| 1、3、4 | 大和路線 | 伊賀上野、柘植、龜山方向 |
| 2、3、4 | 關西本線 | 奈良、天王寺、大阪方向   |

## 使用情況
根據「京都府統計書」，1日平均上車人次如下表。
| 年度   | 一日平均 上車人次 |
| ------ | ----------------- |
| 1999年 | 2,945             |
| 2000年 | 3,008             |
| 2001年 | 3,126             |
| 2002年 | 3,077             |
| 2003年 | 3,058             |
| 2004年 | 3,093             |
| 2005年 | 3,134             |
| 2006年 | 3,079             |
| 2007年 | 3,014             |
| 2008年 | 2,967             |
| 2009年 | 2,825             |
| 2010年 | 2,740             |
| 2011年 | 2,623             |
| 2012年 | 2,581             |
| 2013年 | 2,556             |
| 2014年 | 2,430             |
| 2015年 | 2,385             |
| 2016年 | 2,359             |
| 2017年 | 2,296             |
| 2018年 | 2,263             |

## 車站周邊
- 木津川市役所 加茂支所
- 日语：，羅馬化：木津川市立加茂小学校
- 山城加茂郵局
- 日语：，羅馬化：南都銀行加茂支店
- 加茂站前巴士總站

## 相鄰車站
西日本旅客鐵道（JR西日本）
 大和路線（關西本線）（電氣化部分）
■大和路快速、■快速、■區間快速、■普通
加茂（JR-Q39）－木津（JR-Q38）
 關西本線（非電氣化部分）
笠置－加茂（JR-Q39）

## 外部連結
- 加茂｜車站資訊：JR出門網 - 西日本旅客鐵道
- 加茂コミュニティバス利用案内（木津川市ホームページ）
- 奈良交通グループホームページ「時刻・運賃案内」（页面存档备份，存于）
- 木津川市観光協会「大仏鉄道」（页面存档备份，存于）